# Employees’ Entrance
Employees’ Entrance ist ein US-amerikanisches Sozialdrama mit Loretta Young unter der Regie von Roy Del Ruth. Der Film ist ein typisches Beispiel für den laxen Umgang mit den geltenden Zensurvorschriften vor Inkrafttreten des Production Code.

## Handlung
Kurt Anderson führt als Generaldirektor den Franklin Monroe Department Store mit eiserner Hand durch die Weltwirtschaftskrise. Für ihn hat sich alles dem Streben nach Profit unterzuordnen, insbesondere die Belange des Personals. Seine teilweise brutalen, ausbeuterischen Methoden machen ihn verhasst im Unternehmen, doch gleichzeitig führt er das Kaufhaus erfolgreich durch die schwierige Zeit. Eines Tages trifft er auf Madeline, die sich für einen Job als Verkäuferin bewirbt. Nachdem ihm Madeline sexuell entgegenkommen ist, erhält sie die Stellung. Sie lernt kurze Zeit später den erfolgreichen Vertreter Martin West kennen und stellt ihn Kurt Anderson vor. Nach außen hin ist Kurt sehr angetan von Martins Ideen, die Verkaufszahlen zu steigern. Gleichzeitig interessiert er sich mehr als nur beruflich für den attraktiven Mann. Er warnt daher Martin eindringlich davor, zu heiraten, da sich Karriere und Ehe gegenseitig ausschließen würden. Trotz der Warnung heiraten Martin und Madeline heimlich, doch die Beziehung leidet durch die endlosen Konferenzen, die Martin und Kurt bis spät in die Nacht haben. Um sich an Martin zu rächen, der seiner Ansicht zu viel Zeit mit Madeline verbringt, will sich Kurt nach einer Firmenfeier an der betrunkenen, nahezu willenlosen Madeline vergehen. Das Mädchen wehrt sich mit letzter Kraft und enthüllt, verheiratet zu sein. Kurt Anderson besticht darauf die für ihre sexuelle Freizügigkeit bekannte Angestellte Polly Dale, die Ehe der beiden zu zerstören. Madeline versucht sich das Leben zu nehmen, als Kurt Martin von seiner Affäre mit Madeline erzählt. Sie wird in letzter Sekunde gerettet, und die Eheleute beschließen, in einer anderen Stadt ein neues Leben zu beginnen.

## Hintergrund
Warner Brothers hatten sich zu Beginn der 1930er den Ruf erworben, Filme über tagesaktuelle Probleme und soziale Missstände zu produzieren. Das Studio thematisierte daher oft die Ausbeutung der arbeitenden Bevölkerung während der Weltwirtschaftskrise und schuf damit bewusst ein Gegenbild zu den mitunter realitätsfremden Produktionen anderer Gesellschaften wie MGM, die eher das sorglose Leben der Oberen Zehntausend schilderten.
Mehrere Streifen aus der Zeit beschäftigten sich explizit mit den Sorgen und Nöten der weiblichen Beschäftigten sowie den permanenten sexuellen Übergriffen, denen sich die Frauen meist schutzlos gegenübersahen. Der Werbeslogan für Employees’ Entrance lautete daher auch ganz bewusst:
Department Store Girls--This is your picture, about your lives and your problems! See what happens in department store aisles and offices after closing hours! Girls who couldn't have been touched with a 100-ft yacht--ready to do anything to get a job! Beautiful models who whisper their dread of the „Boss“ who can „make“ or break more women than a sultan!
Die Handlung von Employees Entrance war in einigen Zügen lose angelehnt an die wahren Begebenheiten von Klein’s Department Store aus New York, wo das Management mit zweifelhaften Methoden selbst in den schwersten Jahren der Weltwirtschaftskrise noch finanzielle Profite erwirtschaftete.
Warren William, der vom Studio meist in Nebenrolle als skrupelloser Verführer oder Gangster eingesetzt wurde, interpretierte den Geschäftsführer Kurt Anderson als skrupellosen, zynischen Menschen, der jeden Respekt vor anderen Menschen verloren hat. Für ihn gibt es nur das eine Ziel der Rentabilität und entsprechend hart ist er mit seinen Urteilen.
Ein Mitglied des Aufsichtsrates meint etwas lässig,
I don't know if there's very much to be said. There's a depression and everybody's affected. I should say the thing to do is retrench, economize.
Kurt Anderson fährt ihn darauf direkt an
Get out! You're dead weight!
Der Mann ist tief getroffen und begeht kurze Zeit später Selbstmord. Als Anderson die Nachricht überbracht wird, meint er trocken:
When a man outlives his usefulness, he ought to jump out a window!
Die Haltung von Anderson den überwiegend weiblichen Beschäftigten gegenüber ist von Verachtung und Überheblichkeit gekennzeichnet. Er verführt die junge Madeline und nutzt ihre Naivität und die Sorge um den Arbeitsplatz schamlos aus, um sie zu erpressen. Die leichtlebige Polly Dale wird von ihm wie eine Prostituierte behandelt, der er Geld für entsprechende Dienstleistungen gibt. Gleichzeitig ist sein Benehmen gegenüber Martin West eher ambivalent. So fordert er den jungen Mann in einer Szene mit lasziver Stimme auf:
Come to my office later. I want to hear all about Men’s shorts.
Der Charakter von Kurt kommt auch am Ende des Films trotz all der vollbrachten Untaten (sexuelle Belästigung, versuchte Vergewaltigung, Beschimpfungen von Untergebenen etc.) mehr oder weniger ungeschoren davon. Die Vorgabe der Zensurrichtlinien, wonach sich unmoralisches Verhalten nicht lohne dürfe, wurde damit offen missachtet.
Die erste Wahl des Studios für die Rolle des Kurt Anderson war Edward G. Robinson, der jedoch ablehnte. Loretta Young war zu dem Zeitpunkt ein größerer Star als Williams und hatte bereits mehrfach Heldinnen mit einem eher proletarischen Hintergrund gespielt, so in Life Begins, Midnight Mary und Man’s Castle.
Alice White, die noch in den späten Stummfilmtagen ein Star war, sah sich nach dem rapiden Abnehmen ihrer Popularität gezwungen, eine Nebenrolle zu akzeptieren. Ein Skandal in ihrem privaten Umfeld beendete noch im selben Jahr die Hoffnungen auf ein Come-Back.

## Kritik
In der New York Times stand zu lesen:
[...]Mr. William rather overacts at times, but there is no doubt that he supplies a definite characterization and one that is on the whole interesting. Miss Young is ingratiating as Madeline [...] Alice White is really amusing as a flirtatious blonde
[...]Mr. William übertreibt mitunter, doch es bleiben keine Zweifel, dass er einen echten Charakter schafft und noch dazu einen, der sehr interessant ist. Miss Young ist zufriedenstellend als Madeline [...] Alice White ist wirklich amüsant als frivole Blondine.